# Refuge Ballone Vallone Calasina
Il refuge Ballone Vallone Calasima è un rifugio alpino a 1.440 metri d'altezza che si trova nel comune di Albertacce, in Corsica, nella valle del Golo ai piedi del Paglia Orba (2.525 m) e del Capo Tafonato (2.103 m).